# Анагогическое толкование
Анагогическое толкование (др.-греч. ανάγειν, возвышение) — толкование Священного писания, которое понимает слова не в их буквальном, а в высшем, символическом значении. Так, например, в словах «Да будет свет» видели «Преображение». Такое толкование в особенности практиковалось иудейско-александрийской школой, во главе которой стоял Филон Александрийский.
Анагогическое толкование, согласно герменевтическому учению, один из четырёх уровней смысла Библии, которые впервые были сформулированы в 426 году видным богословом и теоретиком монашеской жизни св. Иоанном Кассианом. Его идеи обрели большую популярность у схоластов Средневековья.
Можно рассмотреть эти уровни на примере города Иерусалима:
- Буквальный смысл — «город в Израиле»
- Аллегорический смысл — «Церковь Христова»
- Тропологический уровень — «Душа Человеческая»
- Анагогическое толкование — «Град Небесный».

Согласно схоластическим изысканиям, аллегорический смысл соотносится с верой, тропологический с любовью, а анагогический смысл соответствует надежде.
Четыре метода интерпретации указывают в четыре разные направления: 
- Буквальная/историческая  отражает прошлое (направление - Назад)
- Аллегорическая — будущее (Вперёд)
- Тропологическая — мораль/человечность (Вниз)
- Анагогическая — духовное/райское (Вверх)[4].